# Lucienne Rouet
Pour les articles homonymes, voir Rouet.
Lucienne Rouet née le 15 décembre 1901 à Paris et morte le 3 juillet 1943 à Villejuif est une nageuse française ayant participé aux Jeux olympiques d'été de 1924 à Paris.

## Biographie
Lucienne Rouet fait partie de l'équipe de France qui participe aux Jeux olympiques féminins de 1922 à Monaco.
En août 1922, elle termine 3e aux championnats de France de natation sur 100 mètres dos en 1 min 53 s 60. Elle est à nouveau 3e l'année suivante en 1 min 50 s. Elle monte sur la deuxième place du podium en 1924 avec un temps de 1 min 44 s.
Aux Jeux olympiques de 1924 à Paris, elle est engagée sur le 100 mètres dos. Avec un temps de 1 min 43 s 10, elle termine 4e de sa série et n'est pas qualifiée pour la finale.
En 1926, elle épouse un M. Grancher.